# Rotten Tomatoes
Rotten Tomatoes (у перекладі з англ. «Гнилі помідори») — вебсайт, на якому збирають огляди, інформацію та новини кінематографу. Назву сайту утворено від традиції кидати гнилими помідорами в артистів, що не сподобалися публіці. Власником Rotten Tomatoes є Fandango.
З січня 2010 року Rotten Tomatoes належить компанії Flixster, яка, своєю чергою, була придбана компанією Warner Bros. у 2011 році. У лютому 2016 року Rotten Tomatoes і її батьківський сайт Flixster були продані компанії Fandango Comcast. Warner Bros. зберегла міноритарну частку в об'єднаних компаніях, включаючи Fandango.
У 2007—2017 рр. головним редактором сайту був Метт Атчіті.

## Історія

Логотип Rotten Tomatoes у 2001—2018 рр.

Rotten Tomatoes був запущений у серпні 1998 року як власний проєкт Сен Діонга (англ. Senh Duong). Його метою було «створення сайту, де люди зможуть отримати доступ до рецензій від різних критиків США». Його натхнення прийшло, коли Діонг, фанат Джекі Чана, почав збирати огляди на фільми з Чаном, які виходили в США. Перший фільм, відрецензованих в Rotten Tomatoes був «Твої друзі та сусіди». Вебсайт негайно знайшов успіх і був згаданий в Yahoo!, Netscape і USA Today в перший тиждень запуску.
Діонг спільно з Патріком Лі і Стівеном Уонг (англ. Stephen Wang), його колишніми партнерами з Берклі, Каліфорнія, заснували фірму вебдизайну Design Reactor для роботи над Rotten Tomatoes на постійній основі, офіційно запустивши його 1 квітня 1999 року.
У червні 2004 року IGN Entertainment купила Rottentomatoes.com за нерозголошену суму. У вересні 2005 року IGN купила Fox Interactive Media, що належить News Corporation.
У січні 2010 року Flixster купив IGN і їй підконтрольну Rotten Tomatoes. У 2011 р. Ворнер Бразерс придбав Flixster.
У лютому 2016 Flixster і їй підконтрольна Rotten Tomatoes були продані американській компанії Fandango, що належить конгломерату Comcast і що займається продажем квитків в кіно по телефону і через інтернет. Ворнер Бразерс залишив міноритарну частку в об'єднаних компаніях, включаючи Fandango.
У березні 2018 року сайт вперше за 17 років анонсував свій новий дизайн, іконки та логотип на фестивалі South by Southwest (SXSW).

## Опис
Rotten Tomatoes включає огляди дипломованих членів різноманітних гільдій письменників або асоціацій кінокритиків. Потім персонал визначає кожен огляд як позитивний («свіжий», позначається маленьким значком червоного помідора) або негативний («гнилої», позначається значком зеленого, цвілого помідора). В кінці року один з фільмів отримує «Золотий помідор», що символізує найвищий рейтинг року.
Вебсайт відстежує кількість всіх рецензій і їх відсоток у вигляді таблиці. Якщо позитивних відгуків 60 % і більше, фільм вважається «свіжим», оскільки кваліфікована більшість оглядачів схвалює фільм. В іншому випадку фільм вважається «гнилим». Досвідчені кінокритики, такі як Роджер Еберт, Дессон Томсон, Стівен Хантер і Ліза Шварцбаум, знаходяться в списку, званому «Top Critics», який заносить їх огляди в окрему таблицю, при цьому враховуючи їх думки в загальному рейтингу.
| Значок | Рейтинг  | Опис |
| ------ | -------- | --- |
|        | 70–100 % | Сертифікований свіжий. Цей штамп надається широкопрокатним фільмам з рейтингом 75 % та вище, що мають як мінімум 80 критиків, з яких 5 — «Топ-критики». Штамп «Сертифікований свіжий» залишається доти, доки рейтинг не опуститься нижче 70 %. Фільмам, що виходять в обмежений прокат для штампу потрібно лише 40 відгуків (у тому числі 5 від «Топ-критиків»). |
|        | 60–100 % | Свіжий. Фільми з рейтингом 60 % або вище, які не відповідають вимогам для отримання штампу «Сертифікований свіжий». |
|        | 0–59 %   | Гнилий. Цей штамп отримують фільми з рейтингом 0-59 %. |

## Трафік
Станом на 11 квітня 2022 року Rotten Tomatoes входить до 1000 найпопулярніших сайтів, будучи 593-м найвищим веб-сайтом у світі та № 254 у Сполучених Штатах, згідно з рейтингом веб-сайтів Alexa.